# Clovis Dardentor
Clovis Dardentor és una novel·la de ficció de l'escriptor Juli Verne publicada el 1896. Les il·lustracions originals són de l'artista francès Léon Benett.
En l'àmbit català, és coneguda pels capítols que tenen lloc a l'illa de Mallorca, i en concret per la minuciosa descripció de la ciutat de Palma. Ha estat traduïda al català.

## Resum
La novel·la explica la història de dos cosins, Jean Taconnat i Marcel Lornans, que viatgen de Seta (Llenguadoc) fins a Orà (Àfrica) amb el propòsit d'enrolar-se al 5è regiment dels Chasseurs D'Afrique. Navegant cap a Orà a bord del vaixell Argelers coneixen Clovis Dardentor, un industrial benestant.
Jean i Marcel, que viatgen a l'Àfrica amb el desig de trobar independència financera, descobreixen que Clovis és un home solter, sense família i que no ha deixat cap hereu a la seva fortuna. Marcel, molt versat en lleis, sap Clovis hauria d'adoptar qualsevol persona que hagués de salvar-li la vida, ja sigui per una baralla, un ofegament o un incendi. Els cosins arriben a un pla: trobar una manera de salvar la vida de Clovis perquè es vegi obligat legalment a adoptar-los. En canvi, al llarg de la novel·la és Clovis qui salva la vida dels cosins: Marcel se salva d'un incendi i Jean se salva de l'ofegament.
Finalment, mentre Jean continua cercant l'oportunitat de salvar la vida de Clovis, Marcel s'enamora de Louise Elissane, la futura nora d'una de les conegudes de Clovis, de la desagradable família Desirandelle. Louise es converteix en un personatge clau de la novel·la, perquè és ella qui salva la vida de Clovis Dardentor.
Al final, Louise és adoptada per Clovis i es casa amb Marcel.

## Palma en la novel·la

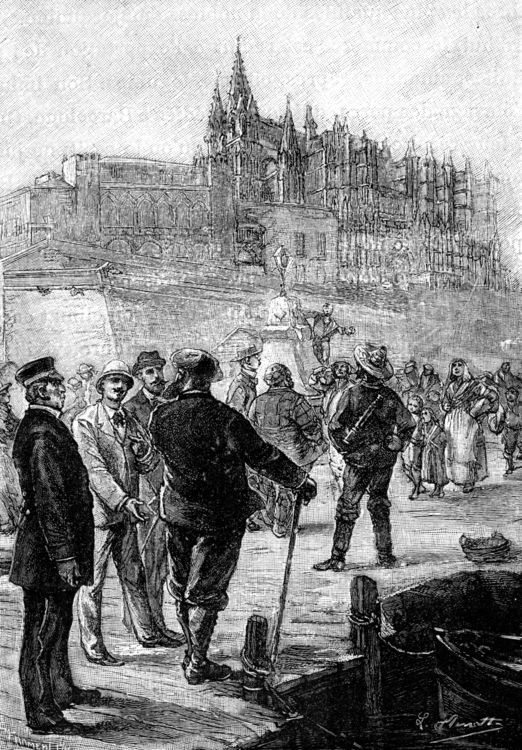
La Catedral i el Palau Reial en una il·lustració de la novel·la, obra de Léon Benett

Durant el trajecte de Seta a Orà, el vaixell fa escala a Palma, en la qual els protagonistes romanen sis hores: de les 14:00h a les 20:00h del 28 d'abril de 1885. No obstant això, Verne dedica dos capítols sencers a aquesta breu estada, un fet excepcional en la seva dilatada bibliografia que només repeteix amb Amiens a Una ciutat ideal (1875) i amb París a París al Segle XX (1863). En aquests dos capítols, fa servir un guia turístic per conduir el lector a través dels protagonistes pels principals llocs emblemàtics de la ciutat: la Llonja, el Castell de l'Almudaina, la Catedral, l'edifici de Cort i el Castell de Bellver, principalment. Concretament, els visitants arriben al port i van directament a la Llonja; a continuació a la plaça de la Reina i pugen per la costa de la Seu fins al Mirador, entren pel portal major de la Catedral i surten pel de l'Almoina; tot seguit enfilen el carrer de Palau Reial i contemplen Cort, i davallen pel Pas d'en Quint fins a la plaça del Mercat i el Teatre; d'allà pugen per la Rambla fins a la porta de Jesús, on agafen una galera que els condueix al Castell de Bellver passant pel Terreno. De tornada, el carruatge de Clovis Dardentor es desboca, i entra a tota velocitat per la Porta Pintada i davalla pel carrer dels Caputxins, la plaça de l'Olivar i el carrer de Sant Miquel; passa per la Plaça Major, volta pel carrer de l'Argenteria i entra dins l'església de Santa Eulàlia; finalment, van a peu pel carrer d'en Morei i el carrer de Miramar fins a Dalt Murada, i d'allà retornen al port.
A despit del detall de la narració, sembla que Verne no va visitar mai Mallorca ni tampoc cap de les Balears. Així, la seva font d'informació són, més aviat, els seus amics i corresponsals Francesc Aragó o George Sand, i, principalment, l'Arxiduc Lluís Salvador, amb la seva obra Die Balearen in Wort und Bild Geschildert, que Verne lloa explícitament en la narració. També aprofita aquests dos capítols per donar lliçons d'història i cultura de les Balears, parlant dels foners balears, de la llegenda sobre l'origen mallorquí d'Hanníbal, la Conquesta de Mallorca del Rei en Jaume, de la visita de l'astrònom Francesc Aragó, del desbordament de la Riera al segle xv i de les ensaïmades, i fins i tot de llegendes tan poc conegudes com la dels suposats orígens mallorquins de la família Bonapart.
Amb motiu d'aquest episodi de la novel·la, l'Ajuntament de Palma dedicà un carrer a l'escriptor.